# Иванов, Евгений Викторович (художник)
Евге́ний Ивано́в (англ. Eugene Ivanov, полное имя Евге́ний Ви́кторович Ивано́в; род. 19 января 1966, Тюмень) — российский и чешский художник, график, иллюстратор. Родился в Сибири. С 1998 года живёт и работает в Праге, Чехии.

## Биография
Евгений Иванов — современный чешский художник русского происхождения. Родился в 1966 году в сибирском городе Тюмени, Россия. Закончил учёбу в Тюменском индустриальном институте, но связал свою жизнь с живописью. Огромное влияние на формирование творческой манеры художника оказали течения европейского модернизма и авангарда, в частности французский кубизм, итальянский футуризм, русский авангард и немецкий экспрессионизм.

## Творчество
Характерными для стиля художника являются, во-первых, городские пейзажи c элементами кубизма и супрематизма, позволяющие не только «искривить двухмерное пространство» изображения, но и насытить его многомерными смыслами и аллюзиями; во-вторых, кубистические натюрморты, уходящие своими корнями к творчеству художников русского авангарда и французского кубизма.
Мегатемой творчества Евгения Иванова является тема «прошедшего или потерянного времени», которую художник реализует через тему «черты оседлости»; тему джазовых музыкантов 30—50-x годов, игроков в карты, «мужчин в котелках»; гулаговскую и антибольшевистскую тему.
Колористически художник работает на контрасте оттенков охры, умбры, сиены, коричневого Ван Дейка и ультрамарина. Акварели Евгения Иванова отличаются лиричностью и своеобразной философской созерцательностью, тонкостью светотеневых и цветовых переходов. Кроме акварели, занимается масляной и акриловой живописью, а также тушевой графикой, не боится экспериментировать с разными новыми техниками. Евгений Иванов известен также, как иллюстратор, оформивший свыше 200 книг, в том числе серию книг Юрия Буйды издательства «Эксмо»; серию «Театральный роман» (Л. Филатов, Н. Садур, Э. Радзинский) издательства «Аст»; серию книг П. Г. Вудхауса издательства «Астрель» и др.
Zephaniah". (校園書房, 2016). ISBN 9789861985190.

## Выставки
- 2025. 28th Film flap salon. Национальный музей (Прага), Прага, Чехия
- 2024. 27th Film flap salon. Hybernia Theatre, Прага, Чехия.
- 2023. KLAPKA TOUR 2023. Hybernia Theatre, Прага, Чехия.
- 2022. 25th anniversary of the Film flap salon. Hybernia Theatre, Прага, Чехия.
- 2018. Персональная выставка. Zojak gallery, Прага, Чехия.
- 2017. Выставка «Франциск Скорина и Прага: к 500-летию издания Франциском Скориной пражской библии.» Под эгидой посольства Литвы, Национальная библиотека Чешской Республики, Клементинум, Прага, Чехия.[6][7][8][9][10][11]
- 2017. Персональная выставка, галерея Jiřího Konečného. Весели-над-Моравой, Чехия.
- 2013. Персональная выставка, галерея Krcek. Острожска-Нова-Вес, Чехия.
- 2010. Персональная выставка, галерея РЦНК, Прага, Чехия.[12][13]
- 2010. Reading Contemporary Art Fair 2010, Rivermead Leisure Centre, Великобритания.
- 2010. Spring Fair International 2010 NEC Birmingham, Великобритания.
- 2009. «At the Waters Edge» персональная выставка, EE Fine Art, Кембридж, Великобритания.[14]
- 2009. Art Ireland Spring Collection, Дублин, Ирландия.
- 2009. Персональная выставка, ATRAX Gallery, Пршеров, Чехия.
- 2008. Участие в рождественской выставке. Острожска-Нова-Вес, Чехия.
- 2008. Art Ireland, Main Hall, RDS, Дублин, Ирландия.
- 2008. The Affordable Art Fair, Autumn Collection 2008, Battersea Park, Лондон, Великобритания.
- 2008. Chelsea Art Fair, Chelsea Old Town Hall, Лондон, Великобритания.
- 2008. EE Fine Art, Cambridge Art fair, Кембридж, Великобритания.
- 2008. Art Ireland Spring Collection, Main Hall RDS, Дублин, Ирландия.
- 2008. EE Fine Art gallery, «January Sale», Кембридж, Великобритания.
- 2007. EE Fine Art gallery, «Christmas Show», Кембридж, Великобритания.
- 2007. EE Fine Art, «Grand Opening Exhibition», Кембридж, Великобритания.
- 2007. The Affordable Art Fair, Autumn Collection 2007. Battersea Park, Лондон, Великобритания.
- 2007. EE Fine Art — Cambridgeshire Art Fair, Кембридж, Великобритания.
- 2007. Art Ireland Spring Collection, Main Hall RDS, Дублин, Ирландия.
- 2006. Art Ireland, Main Hall RDS, Дублин, Ирландия.
- 2006. Dulwich Art Fair, Dulwich College, Лондон, Великобритания.
- 2006. Art Ireland Spring Collection 2006, RDS Main Hall, Дублин, Ирландия.
- 2005. Участие в рождественской выставке. Острожска-Нова-Вес, Чехия.
- 2005. Art Ireland Winter Collection 2005, Main Hall of RDS, Дублин, Ирландия.
- 2005. Manchester Art Show, Манчестер, Великобритания.
- 2005. Art Ireland Summer Collection 2005, RDS Industries Hall, Дублин, Ирландия.
- 2004. Art Ireland Summer Collection 2004", RDS Industries Hall, Дублин, Ирландия.
- 2003. Персональная выставка в Российском центре науки и культуры при посольстве РФ. Прага, Чехия
- 2001. Персональная выставка «Spolek Mlejn». Острава, Чехия.
- 1993. Групповая выставка 1/2 (с Сергеем Шаповалом). Галерея ОНМО Культура, Тюмень, Россия.[15]
- 1991. Групповая выставка. Выставочный зал союза художников Тюменской области, Тюмень, СССР.[16]
- 1991. Персональная выставка № 9, Галерея Мост, ДК Нефтяник, Тюмень, СССР.[17][18][19]

## Галерея
- Незнакомый гражданин в красном берете, 2002. Автор: Eugene Ivanov
- Ночной отель, 2004. Автор: Eugene Ivanov
- Путешествие внутри большой рыбы, 2004. Автор: Eugene Ivanov
- Снег идёт, 2004. Автор: Eugene Ivanov